# AZS Uniwersytet Gdański

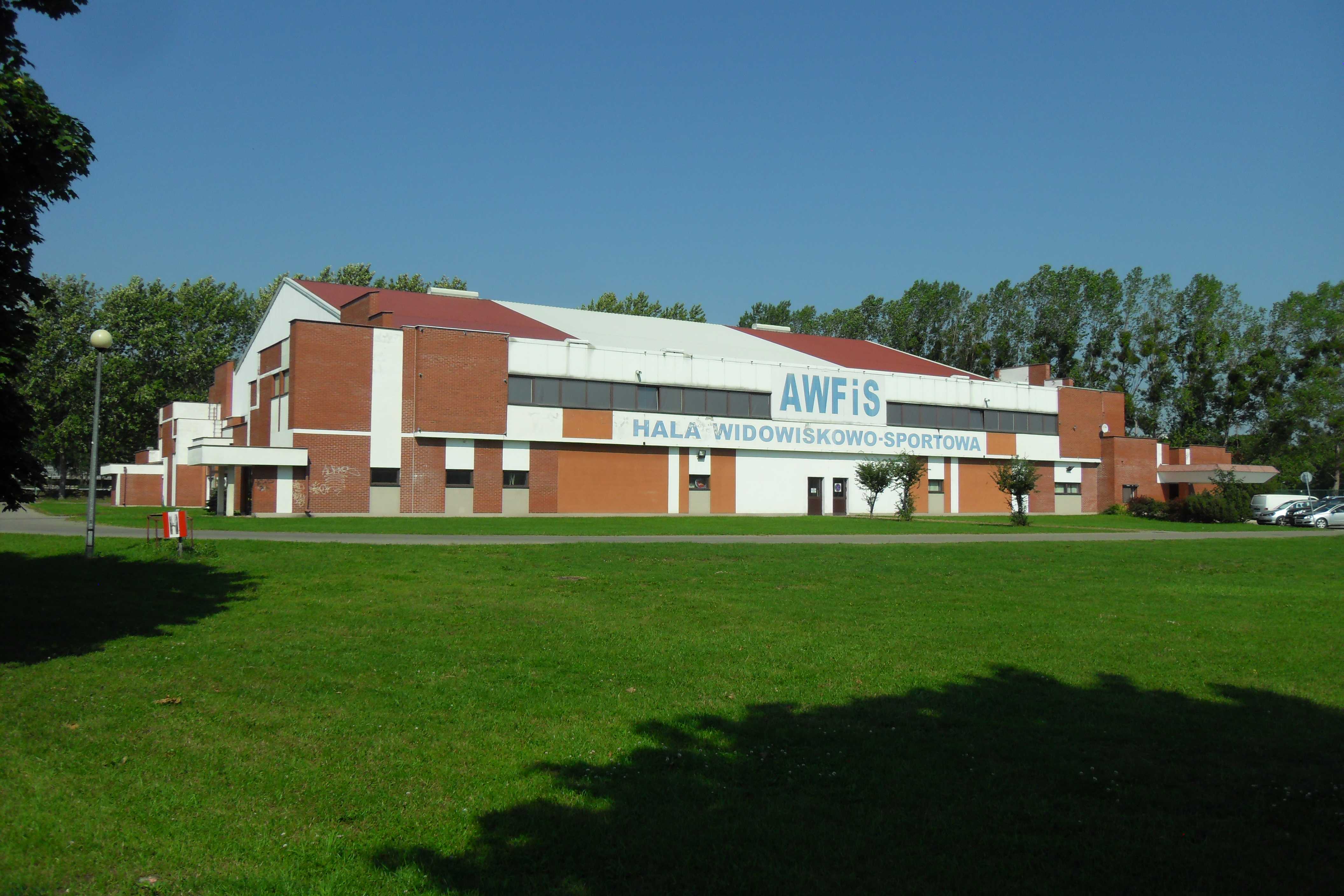
Hala Widowiskowo-Sportowa AWFiS Gdańsk

AZS UG Gdańsk – polski akademicki klub futsalowy z Gdańska, występujący w Ekstraklasie w futsalu, najwyższej klasie rozgrywek w Polsce.

## Historia
Sekcja futsalu na Uniwersytecie Gdańskim powstała w 2000 r. Pierwszym sukcesem drużyny był złoty medal w Mistrzostwach Polski Uniwersytetów w Futsalu w 2002 r. W 2010 r. AZS UG zdobył trzecie miejsce w Akademickich Mistrzostwach Polski i rok później powtórzył ten sukces. Od sezonu 2008/2009 klub został zgłoszony do rozgrywek II ligi i sezon później wywalczył awans do I ligi. W pierwszym sezonie w I lidze drużyna zakończyła na 11. miejscu, co nie pozwoliło na utrzymanie w lidze. W tym samym sezonie dotarła do ćwierćfinału Pucharu Polski. W sezonie 2011/2012 zdobywając 53 punkty AZS UG awansował do Futsal Ekstraklasy. W sezonie 2012/2013 walczył o czołowe miejsca Ekstraklasie. Następne dwa sezony spędził w Ekstraklasie, aby później spaść do 1 ligi, skąd awansował bez porażki. W sezonach 2016/2017, 2017/2018, 2018/2019 zespół walczył o utrzymanie, aby w ostatnim z nich spaść. W sezonie 2019/2020 drużyna zajęła 4. miejsce w tabeli 1 ligi. Rozgrywki przedwcześnie zakończono z powodu pandemii koronawirusa.

## Kadra
| Nr | Poz. | Piłkarz          |
| -- | ---- | ---------------- |
| 31 | BR   | Kacper Sasiak    |
| 21 | BR   | Jacek Burglin    |
| 6  |      | Mateusz Cyman    |
| 12 |      | Tomasz Pożniak   |
| 5  |      | Mateusz Osiński  |
| 13 |      | Michał Horbacz   |
| 94 |      | Mikołaj Kreft    |
| 86 |      | Dominik Depta    |
| 11 |      | Wojciech Pawicki |